# Classement par points du Tour d'Espagne
Le classement par points du Tour d'Espagne, créé en 1945, est l'un des classements annexes de la course à étapes le Tour d'Espagne. Il s'agit d'un classement déterminé en fonction du classement des coureurs à l'arrivée, sans prendre en compte les temps.

## Histoire
Le classement par points est introduit en 1945, 10 après la création de l'épreuve. Avant 2002, il était connu comme le classement de la régularité. Le record de victoires dans ce classement revient à Sean Kelly ainsi qu'au Français Laurent Jalabert et à l'Espagnol Alejandro Valverde avec quatre succès.
Au fil des éditions, le maillot distinctif du classement par points a souvent évolué en fonction des changements successifs de sponsors.
| Dates       | Couleur             |
| 1945-1982   | (?)                 |
| 1983-1985   | bleu                |
| 1986-1989   | vert                |
| 1990-1993   | bleu                |
| 1994-1998   | rubis               |
| 1999-2000   | argent              |
| 2001-2002   | rouge et blanc      |
| 2003        | blanc à pois orange |
| 2004-2006   | bleu                |
| 2007        | rouge grenat        |
| 2008        | bleu                |
| Depuis 2009 | vert                |

## Barème
Contrairement au Tour de France ou au Tour d'Italie, le barème du classement par points du Tour d'Espagne a la particularité d'être le même quelle que soit l'étape. Les vainqueurs d'étape plate, vallonnée, montagneuse ou chronométrée sont ainsi récompensés de la même manière.
Cela a permis a des coureurs aux profils très différents de remporter ce classement, que ce soit des coureurs complets (tel Laurent Jalabert, quadruple vainqueur de 1994 à 1997) ou des purs sprinters (tel Erik Zabel, triple vainqueur de 2002 à 2004).
| Type d'étape / Place | 1er | 2e | 3e | 4e | 5e | 6e | 7e | 8e | 9e | 10e | 11e | 12e | 13e | 14e | 15e |
| -------------------- | --- | -- | -- | -- | -- | -- | -- | -- | -- | --- | --- | --- | --- | --- | --- |
| Arrivée d'étape      | 25  | 20 | 16 | 14 | 12 | 10 | 9  | 8  | 7  | 6   | 5   | 4   | 3   | 2   | 1   |
| Sprint intermédiaire | 4   | 2  | 1  |    |    |    |    |    |    |     |     |     |     |     |     |

En 2021, le barème a changé, afin de favoriser, comme les deux autres grands tours, les sprinteurs.
| Type d'étape / Place | Type d'étape / Place        | 1er | 2e | 3e | 4e | 5e | 6e | 7e | 8e | 9e | 10e | 11e | 12e | 13e | 14e | 15e |
| -------------------- | --------------------------- | --- | -- | -- | -- | -- | -- | -- | -- | -- | --- | --- | --- | --- | --- | --- |
|                      | Étape de plat               | 50  | 30 | 20 | 18 | 16 | 14 | 12 | 10 | 8  | 7   | 6   | 5   | 4   | 3   | 2   |
|                      | Étape accidentée            | 30  | 25 | 22 | 19 | 17 | 15 | 13 | 11 | 9  | 7   | 6   | 5   | 4   | 3   | 2   |
|                      | Étape de montagne           | 20  | 17 | 15 | 13 | 11 | 10 | 9  | 8  | 7  | 6   | 5   | 4   | 3   | 2   | 1   |
|                      | Contre-la-montre individuel | 20  | 17 | 15 | 13 | 11 | 10 | 9  | 8  | 7  | 6   | 5   | 4   | 3   | 2   | 1   |
|                      | Sprint intermédiaire        | 20  | 17 | 15 | 13 | 10 |    |    |    |    |     |     |     |     |     |     |

## Palmarès

### Palmarès par année

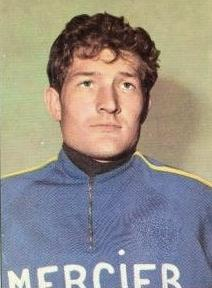
Cyrille Guimard en 1971.

| Année     | Coureur                                              | Équipe                                               | Points                                               | Autres maillots                                      |
| --------- | ---------------------------------------------------- | ---------------------------------------------------- | ---------------------------------------------------- | ---------------------------------------------------- |
| 1945      | Delio Rodríguez                                      |                                                      | 2347                                                 | Général                                              |
| 1946-1954 | Inexistant (ou course non disputée: 1949, 1951-1954) | Inexistant (ou course non disputée: 1949, 1951-1954) | Inexistant (ou course non disputée: 1949, 1951-1954) | Inexistant (ou course non disputée: 1949, 1951-1954) |
| 1955      | Fiorenzo Magni                                       | Italie                                               | 128                                                  | -                                                    |
| 1956      | Rik Van Steenbergen                                  | Belgique                                             | 98                                                   | -                                                    |
| 1957      | Vicente Iturat                                       | Pirenaico                                            | 160                                                  | -                                                    |
| 1958      | Salvador Botella                                     | Espagne                                              | 202                                                  | -                                                    |
| 1959      | Rik Van Looy                                         | Faema-Guerra                                         | 148                                                  | -                                                    |
| 1960      | Arthur Decabooter                                    | Groene Leeuw-SAS-Sinalco                             | 189                                                  | -                                                    |
| 1961      | Antonio Suárez                                       | Faema                                                | 194                                                  | -                                                    |
| 1962      | Rudi Altig                                           | Saint-Raphaël                                        | 143,5                                                | Général                                              |
| 1963      | Bas Maliepaard                                       | Saint-Raphaël                                        | 130                                                  | -                                                    |
| 1964      | José Pérez Francés                                   | Ferrys                                               | 167                                                  | -                                                    |
| 1965      | Rik Van Looy                                         | Solo-Supéria                                         | 243                                                  | -                                                    |
| 1966      | Jos van der Vleuten                                  | Televizier-Batavus                                   | 147                                                  | -                                                    |
| 1967      | Jan Janssen                                          | Pelforth-Sauvage                                     | 209                                                  | Général                                              |
| 1968      | Jan Janssen                                          | Pelforth-Sauvage                                     | 142                                                  | -                                                    |
| 1969      | Raymond Steegmans                                    | Goldor                                               | 188                                                  | -                                                    |
| 1970      | Guido Reybrouck                                      | Germanvox-Wega                                       | 199,5                                                | Régularité                                           |
| 1971      | Cyrille Guimard                                      | Fagor-Mercier                                        | 233                                                  | Régularité                                           |
| 1972      | Domingo Perurena                                     | KAS-Kaskol                                           | 224                                                  | -                                                    |
| 1973      | Eddy Merckx                                          | Molteni                                              | 215,5                                                | Général Régularité                                   |
| 1974      | Domingo Perurena                                     | KAS-Kaskol                                           | 210                                                  | -                                                    |
| 1975      | Miguel María Lasa                                    | KAS-Kaskol                                           | 249,5                                                | -                                                    |
| 1976      | Dietrich Thurau                                      | TI-Raleigh                                           | 147,5                                                | -                                                    |
| 1977      | Freddy Maertens                                      | Flandria-Velda                                       | 369                                                  | Général                                              |
| 1978      | Ferdi Van Den Haute                                  | Marc-Zeepcentrale-Superia                            | 218                                                  | -                                                    |
| 1979      | Fons De Wolf                                         | Boule d'Or-Lano                                      | 219                                                  | -                                                    |
| 1980      | Sean Kelly                                           | Splendor-Admiraal                                    | 313                                                  | -                                                    |
| 1981      | Francisco Javier Cedena                              | Colchon CR                                           | 211                                                  | -                                                    |
| 1982      | Stefan Mutter                                        | Puch-Eurotex                                         | 127                                                  | -                                                    |
| 1983      | Marino Lejarreta                                     | Alfa Lum-Olmo                                        | 188                                                  | -                                                    |
| 1984      | Guido Van Calster                                    | Del Tongo                                            | 204                                                  | -                                                    |
| 1985      | Sean Kelly                                           | Skil-Sem                                             | 223                                                  | -                                                    |
| 1986      | Sean Kelly                                           | KAS-Mavic                                            | 253                                                  | Régularité                                           |
| 1987      | Alfonso Gutiérrez                                    | Teka                                                 | 149                                                  | -                                                    |
| 1988      | Sean Kelly                                           | KAS-Canal 10                                         | 248                                                  | Général Régularité                                   |
| 1989      | Malcolm Elliott                                      | Teka                                                 | 161                                                  | -                                                    |
| 1990      | Uwe Raab                                             | PDM-Concorde                                         | 173                                                  | -                                                    |
| 1991      | Uwe Raab                                             | PDM-Concorde                                         | 169                                                  | -                                                    |
| 1992      | Djamolidine Abdoujaparov                             | Carrera Jeans                                        | 157                                                  | -                                                    |
| 1993      | Tony Rominger                                        | CLAS-Cajastur                                        | 247                                                  | Général Montagne                                     |
| 1994      | Laurent Jalabert                                     | ONCE                                                 | 243                                                  | -                                                    |
| 1995      | Laurent Jalabert                                     | ONCE                                                 | 312                                                  | Général Montagne                                     |
| 1996      | Laurent Jalabert                                     | ONCE                                                 | 237                                                  | -                                                    |
| 1997      | Laurent Jalabert                                     | ONCE                                                 | 206                                                  | -                                                    |
| 1998      | Fabrizio Guidi                                       | Team Polti                                           | 206                                                  | -                                                    |
| 1999      | Frank Vandenbroucke                                  | Cofidis                                              | 129                                                  | -                                                    |
| 2000      | Roberto Heras                                        | Kelme-Costa Blanca                                   | 136                                                  | Général                                              |
| 2001      | José María Jiménez                                   | iBanesto.com                                         | 130                                                  | Montagne                                             |
| 2002      | Erik Zabel                                           | Team Telekom                                         | 188                                                  | -                                                    |
| 2003      | Erik Zabel                                           | Team Telekom                                         | 181                                                  | -                                                    |
| 2004      | Erik Zabel                                           | T-Mobile                                             | 152                                                  | -                                                    |
| 2005      | Alessandro Petacchi                                  | Fassa Bortolo                                        | 169                                                  | -                                                    |
| 2006      | Thor Hushovd                                         | Crédit agricole                                      | 199                                                  | -                                                    |
| 2007      | Daniele Bennati                                      | Lampre-Fondital                                      | 147                                                  | -                                                    |
| 2008      | Greg Van Avermaet                                    | Silence-Lotto                                        | 158                                                  | -                                                    |
| 2009      | André Greipel                                        | Team Columbia-HTC                                    | 150                                                  | -                                                    |
| 2010      | Mark Cavendish                                       | Team HTC-Columbia                                    | 156                                                  | -                                                    |
| 2011      | Bauke Mollema                                        | Rabobank                                             | 122                                                  | -                                                    |
| 2012      | Alejandro Valverde                                   | Movistar                                             | 199                                                  | Combiné                                              |
| 2013      | Alejandro Valverde                                   | Movistar                                             | 152                                                  | -                                                    |
| 2014      | John Degenkolb                                       | Giant-Shimano                                        | 169                                                  | -                                                    |
| 2015      | Alejandro Valverde                                   | Movistar                                             | 118                                                  | -                                                    |
| 2016      | Fabio Felline                                        | Trek-Segafredo                                       | 100                                                  | -                                                    |
| 2017      | Christopher Froome                                   | Sky                                                  | 158                                                  | Général Combiné                                      |
| 2018      | Alejandro Valverde                                   | Movistar                                             | 131                                                  | -                                                    |
| 2019      | Primož Roglič                                        | Jumbo-Visma                                          | 155                                                  | Général                                              |
| 2020      | Primož Roglič                                        | Jumbo-Visma                                          | 204                                                  | Général                                              |
| 2021      | Fabio Jakobsen                                       | Deceuninck-Quick Step                                | 250                                                  | -                                                    |
| 2022      | Mads Pedersen                                        | Trek-Segafredo                                       | 409                                                  | -                                                    |
| 2023      | Kaden Groves                                         | Alpecin-Deceuninck                                   | 315                                                  | -                                                    |
| 2024      | Kaden Groves                                         | Alpecin-Deceuninck                                   | 226                                                  | -                                                    |

### Palmarès par nations
| #  | Pays                              | Nombre de victoires | Nombre de vainqueurs différents | Dernière victoire               |
| -- | --------------------------------- | ------------------- | ------------------------------- | ------------------------------- |
| 1  | Espagne                           | 17                  | 13                              | Alejandro Valverde (2018)       |
| 2  | Belgique                          | 13                  | 12                              | Greg Van Avermaet (2008)        |
| 3  | Allemagne                         | 9                   | 6                               | John Degenkolb (2014)           |
| 4  | Pays-Bas                          | 6                   | 5                               | Fabio Jakobsen (2021)           |
| 5  | France                            | 5                   | 2                               | Laurent Jalabert (1997)         |
| 5  | Italie                            | 5                   | 5                               | Fabio Felline (2016)            |
| 7  | Irlande                           | 4                   | 1                               | Sean Kelly (1988)               |
| 8  | Grande-Bretagne                   | 3                   | 3                               | Christopher Froome (2017)       |
| 9  | Suisse                            | 2                   | 2                               | Tony Rominger (1993)            |
| 9  | Australie                         | 2                   | 1                               | Kaden Groves (2024)             |
| 9  | Slovénie                          | 2                   | 1                               | Primož Roglič (2020)            |
| 10 | Danemark                          | 1                   | 1                               | Mads Pedersen (2022)            |
| 10 | Norvège                           | 1                   | 1                               | Thor Hushovd (2006)             |
| 10 | Communauté des États indépendants | 1                   | 1                               | Djamolidine Abdoujaparov (1992) |

### Palmarès par coureurs
| Pl | Vainqueurs         | Pays      | Nombre de victoires | Années                 |
| -- | ------------------ | --------- | ------------------- | ---------------------- |
| 1  | Sean Kelly         | Irlande   | 4                   | 1980, 1985, 1986, 1988 |
| 1  | Laurent Jalabert   | France    | 4                   | 1994, 1995, 1996, 1997 |
| 1  | Alejandro Valverde | Espagne   | 4                   | 2012, 2013, 2015, 2018 |
| 4  | Erik Zabel         | Allemagne | 3                   | 2002, 2003, 2004       |
| 5  | Rik Van Looy       | Belgique  | 2                   | 1959, 1965             |
| 5  | Jan Janssen        | Pays-Bas  | 2                   | 1967, 1968             |
| 5  | Domingo Perurena   | Espagne   | 2                   | 1972, 1974             |
| 5  | Uwe Raab           | Allemagne | 2                   | 1990, 1991             |
| 5  | Primož Roglič      | Slovénie  | 2                   | 2019, 2020             |
| 5  | Kaden Groves       | Australie | 2                   | 2023, 2024             |